# Miona Badžević Anđelković
Miona Badžević Anđelković (Beograd, 1981) je aktivna sportistkinja i takmičarka, preduzetnica, dizajnerka, humanista i istaknuta ličnost u svetu multimedija kao neko ko se zalaže za promovisanje vrednosti zdravog načina života.

## Biografija
Rođena je 27. avgusta 1981. godine u Beogradu, kao starije dete u porodici Badžević, oca Slobodana (1949), inženjera elektrotehnike i majke Milene (rođene Mandić, 1953) magistra ekonomskih nauka, mlađi brat Miloš (1983), diplomirani je matematičar.
Od 2008. godine je u braku sa Živoradom Anđelkovićem (1969), diplomiranim pravnikom i magistrom tehničkih nauka. Imaju dva sina: Dušana (2010) i Uroša (2012).

### Školovanje
Osnovnu školu „Vladimir Ribnikar” završila je 1996. godine, a Treću beogradsku gimnaziju 2000. godine i diplomirala 2005. godine na Fakultetu za finansijski menadžment Univerziteta Singidunum. Diplomski rad „Outdoor oglašavanje“ izvela je u saradnji sa kompanijom Alma Quattro koju je odabrala za sticanje obavezne studentske prakse.
Godine 2006. upisala je magistarske studije na Fakultetu organizacionih nauka Univerziteta u Beogradu na katedri za „Multimedijalne komunikacije i odnose sa javnošću” kod profesorke Milica Kostić-Stanković i Vinke Filipović. Iste godine učestvovala je u radu Instituta CEMS na Fakultetu organizacionih nauka Univerziteta u Beogradu, na preporuku profesorke Nevenke Žarkić-Joksimović tadašnje dekanke fakulteta. Na istom fakultetu, 2007. godine, upisala je master sa temom iz komunikologije „Nenasilna društvena promena”.

## Profesionalna karijera
- 1997 — 2004. radila je za kompaniju DATA011 kao poslovna sekretarka i šefica kabineta direktora.
- 2001 — 2007. bila je menadžerka hotela Vila Valeria u Atini.
- 2004. bila je domaćica medijske delegaciji Srbije i Crne Gore na Olimpijskim igrama u Atini. U sklopu inicijative za podršku sportistima nacionalne kampanje televizije "Treći kanal".
- 2006 — 2011. bila je izvršna direktorka Univerziteta Njujork u Beogradu (University of New York in Belgrade, UNYB), privatnog fakulteta koji je organizovao nastavu za sticanje Executive MBA zvanja po programima State University of New York i Institute Universitaire Karl Bosch (Švajcarska).
- 2007 — 2014. radila je na USAID-ovom projektu od posebnog značaja kroz edukaciju talentovane dece i omladine u oblasti preduzetništva. Bila je članica, a kasnije i potpredsednica upravnog odbora organizacije „Dostignuća mladih” (Junior Achievement Serbia, JAS) kroz koju je ovaj projekat USAID-a implementiran. Tokom sedmogodišnjeg angažmana na ovom projektu, sticala je znanja i veštine kroz obuku na naprednim seminarima iz menadžmenta i logistike u Briselu, Pragu i Istanbulu. Poseban akcenat projekta bio je posvećen slabije razvijenim i nerazvijenim područjima Srbije gde je USAID bio aktivan sa projektima osnazivanja lokalne zajednice (Vranje, Tutin, Lebane, Surdulica, itd).
- 2008 — 2013. bila je članica Međunarodnog kluba žena (IWC), u okviru kojeg je učestvovala u organizaciji brojnih humanitarnih događaja od kojih su najznačajniji godišnji Božićni humanitarni bazar na Beogradskom sajmu, prikupljanje sredstava za decu iz Zvečanske, prikljupanje sredstava za decu iz Doma „Drinka Pavlović”, dobrotvorna aukcija Ambasade Ujedinjenog Kraljevstva.
- 2007 — 2008. bila je konsultantkinja za odnose sa javnošću i logistiku u NVO „Evropa nema alternativu”. U tom periodu sarađivala je i sa drugim nevladinim organizacijama u organizaciji javnih dogadjaja.

### Profesionalno usavršavanje
- 2006 — 2007. Zlatni pevac
- 2006 — 2008 Noć reklamoždera
- 2009. Kao stipendistkinja Vlade Švajcarske (preko konkursa Ambasade Švajcarske u Srbiji), bila je učesnica prestižnog STARS simpozijuma mladih lidera iz celog sveta u Stein-am-Rhein u Švajcarskoj.
- 2018 — 2019. učesnica velikog regionalnog skupa iz oblasti medija i marketinga u Rovinju „Vikend Media Festival”.
- 2019. bila je učesnica simpozijuma World Minds, u Beogradu, u organizaciji kabineta predsednice Vlade Republike Srbije.

## Produkcija, organizacija i marketing
Od 2017. godine članica je GoPRO tima Srbija. Promoterka ekstremnih sportova i sportova na vodi i snimanje foto i video materijala za potrebe testiranja i reklamiranja performansi GoPRO kamera,
- Organizatorka snimanja „Ski opening 2017“
- 2017.
- 2017.
- Off-piste vožnja motornih sanki 2017.
- Foto i video reklamni materijal za Skijališta Srbije
- Extreme Canyoning 2017-2021 u organizaciji Predraga Vučkovića
- Rafting 2018 — 2019.
- Karting trka sa helikopterima u organizaciji GoPRO tima Srbija i Predraga Vučkovića
- trka 2018.
- Džipijada 2018
- i skijanje na vodi 2017 — 2020. u organizaciji Aqua Ski i saveza za skijanje na vodi

Godine 2020. imala je angažman na realizaciji pilot-emisije „Preživljavanje u prirodi” produkcije Nešpro, bila učesnica serijala „Mama”, produkcentkinje Danice Karić u sklopu rada fondacije Braća Karić i učesnica emisije „Balkanski pustolovci” Balkan trip kablovske televizije.
Učestvovala 2021. godine u organizaciji i pretprodukciji TV emisije „Idealni vikend“, izvršne produkcije Lobi KDK, glavnog producenta Telekoma Srbija, u osmišljavanju sportskog i kulturno-istorijskog sadržaja u zoni nacionalnih parkova, lociranje i obilaženje potencijalnih lokacija od značaja sa scenaristom, mapiranje staza, sa JKP Nacionalnim parkovima Kopaonik i Tara, kao i komunikacija i saradnja sa turističkim organizacijama, saradnja sa JKP Skijališta Srbije i pronalaženje potencijalnih partnera radi predsavljanja njihove ponude i sadrzaja u emisiji.

## UG „Sportska akademija Senjak” (SAS)
Osnovala je „Sportsku akademiju Senjak” (SAS), 2013. godine, kao udruženje građana za primenu sporta kao korektivne metode. U okviru nje osnovan je Centar za motorički razvoj dece i korektivnu gimnastiku, kao i „sportski vrtić” koji kasnije, 2015. godine, postaje akreditovana predškolska ustanova „Kreativni zamak”.
SAS se aktivno bavi na promociji sporta i zdravog stila života, naročito dece, kao i podizanju svesti o značaju sporta u svim životnim dobima. Redovno organizuje sportsko-kulturne manifestacije u kulturnim centrima, parkovima, trgovima i tržnim centrima (Delta City, Ušće, Rajićeva, Stadion, Kombank dvorana, Ada Ciganlija, Knez Mihajlova, Kalemegdan, Beo zoo vrt, Beograd na vodi).
„Sportska akademija Senjak” bila je učesnik svih sajmova sporta održanih u Republici Srbiji od 2014. godine, kao primer dobre prakse, kao što je pružala podršku i logistiku za pripreme za Specijalnu olimpijadu 2016. i 2017. godine, takođe, ravnopravni je partner je na projktu dečijih kampova „Moj suprerrapust” na teritoriji Beograda.
Inspirisana majčinstvom ali i konmunikacijom sa dr Rankom Rajevićem, osnivačem Mensa Srbije, počela je istraživanja iz oblasti „ranih stimulacija”, po uzoru na teoretski deo NTC programa (uticaj krupnomotorike na razvoj neuronskih sinapsi) čiji je tvorac, takođe, dr Rajević.
U saradnji sa Republičkim zavodom za sport i Fakultetom za sport i fizičko vaspitanje Univerziteta u Beogradu osmislila je i atestirala program psihomotornog razvoja dece predškolskog uzrasta i upoznavanja sa osnovama baznih sportova.
Kreirala je set opreme kao delova motoričkog poligona i set opreme za korektivnu gimnastiku koja olakšava rad sa decom jaslenog do predškolskog uzrasta, koja je visoko ocenjena od brojnih fizioterapeuta i centara za korektivnu gimnastiku i fizikalne terapije na teritoriji republike Srbije.
Bila je u periodu od 2015. do 2017. godine saradnica na projektu „Sport u škole” Ministarsta za omladinu i sport, u partnerstvu sa Savezom za školski sport, kada je radila i sa decom ometenom u razvoju na teritoriji opštine Savski venac iz škole za decu sa posebnim potrebama „Anton Skala”.
Nosilac je posebnog priznanja i zahvalnice direktorke škole i roditelja dece ometene u razvoju koja su bila polaznici programa.

## ŽSK „Zmaj Ognjeni”
Osnovala je 2021. godine prvi ženski streljački klub „Zmaj Ognjeni”, koji je za svoj cilj postavio važne zadatke koji će se ostvarivati kroz različite projekte i panele:
- Osnaživanje žena svih starosnih struktura kroz obuke za bezbedno rukovanje vatrenim oružjem,
- Borba za rodnu ravnopravnost u sportu,
- Ukazivanje na položaj žena u sportovima koji su prepoznati kao sportovi u kojima su većinom zastupljeni muskarci,
- Promocija streljačkih sportova medju ženskom populacijom,
- Predstavljanje vatrenog oružja kao sportskog rekvizita, a ne rekvizita koji asocira na agresiju,
- Podizanje svesti o značaju bezbednog rukovanja vatrenim oružjem kao imperativ za razvoj bezbedonosne kulture građanstva.

U klubu su počasni članovi muškog pola jer osnaživanje žena u praksi nije moguće bez podrške muškaraca.

## Modni brend „LET HER”
Suosnivač je modnog brenda „LET HER”, prepoznatljivog vizuelnog identiteta u izradi haljina i asesoara od kože i metala.
Dizajn i tehnička izrada štancni, rukovanje različitim kožarskim alatima, presama i mašinama u sklopu iznajmljenog fabričkog pogona.
U svetu mode, ujedno je modni i PR konsultant brenda nakita „BlingBling” i ručno rađenih cipela od kože brenda „HIRO”

### Događaji
- Modne revija u Knez Mihajlovoj ulici 2019. godine ispred galerije Singidunum.
- Modna revija u okviru Serbia Fashion Week-a u Novom sadu, u saradnji sa modnom dizajnerkom Suzanom Perić.
- Herceg Novi, u saradnji sa modnim dizajnerom Sašom Milojkovićem.

## Sportovi

### — vožnja motornih dasaka
Obučavana je 2016. godine za sve sportove na vodi, kao jedina žena iz Srbije koja je prošla obuku u „Jet surf akademiji” u Valtiću, Češkoj, koja se smatra kolevkom ovog sporta, a češke daske važe za najbrže trkačke surf daske na svetu. Od sledeće 2017. pa do 2019. godine, Miona je bila jedini ženski test vozač svih surf dasaka svetskih proizvođača do tada proizvedenih ploča, radeći za kompaniju Jetboard Limited i za YouTube kanal Jet Surfing Nation. Počela je direktnim pozivom da se pridruži njihovoj svetskoj turneji „Jet board testing tour“ kao jedina žena vozač. Ova turneja započela je u Monaku na „Monaco yacht Show”, a završila se trkom u Španiji, u Benindormu.
Testiranje dasaka je podrazumevalo testiranje po parametrima brzine i manevrisanja, proizvodnja foto i video materijala, izražavanje mišljenja o kvalitetu izrade i savetovanje potencijalnih klijenata o performansama motornih dasaka različitih prozvđača.

### Praktično streljaštvo
Aktuelna je vicešampionka praktičnog streljaštva Srbije u kategoriji Lady Production za sportsko streljačko udruženje „9.19”, kao i treće rangirana u kategoriji Lady Production za „IPSC Kobre”, za 2019. i 2020. godinu.

#### Medjunarodni turniri
- „Montenegro open” Crna Gora - prvo mesto[8]
- „Prvo kolo lige BIH” Bosna i Hercegovina - prvo mesto[9]
- „Kup Osjeka” Hrvatska - prvo mesto
- OCR TRKA sa bojevim gađanjem „Military Experience” -treće mesto

### Aktivnosti u drugim sportovima
- Ronjenje: dva kursa Apnea (3.20) i SSI ronjenje sa bocama,
- nacionalna vežba 40m vertikale pristupice Ostružničkog mosta ručnom tehnikom penjanja na užad sa malpom.
- Prijavljena učesnica nacionalne vežbe sa izlaskom ADAS komisije na teren. Besprekorni rezultati ADAS-ovog testiranja čak tri puta u razdoblju 2017 — 2019. godina.
- Testiranje motornih podizača vertikala za potrebe speleoloških intervencija u organizaciji Speleološkog saveza Srbije.
- Učesnica brojnih istrazivačkih ekspedicija podzemnih tunela, pećina, kanjona i jama sa rukovodiocima speleoloskog saveza.
- Redovni obilasci kanjona i planinskih vrhova.
- Rekreativno se bavi gimnastikom, plesovima, skijanjem, jahanjem, pilatesom, snowboardingom, ronjenjem kao i svim vodenim i snežnim sportovima.

## Ostala interesovanja, aktivnosti i donatorstva
- Praktičar Wim Hoff metode.[10] Učesnik je na sedam seminara Wim Hoff metode u Srbiji, od čega pet kao suorganizator.
- Plivanje za Časni Krst 2019, 2020, 2021. godine.
- Seminar meditacija „Hodanje po žaru”.
- Radi na knjizi "Neprocesuirani dijalozi iz života".
- Radi na novom ženskom tv serijalu.
- Donor je humanog mleka za banku mleka kao pomoć prevremeno rođenim bebama na lečenju u Neonatoloskom institutu Beograda, donor organa, zavedena na VMA od 2013. godine i dobrovoljni davalac krvi.

## Spoljašnje veze
- „Miona Badžević Anđelković o praktičnom streljaštvu”. Prva televizija. Приступљено 15. 11. 2022.
- „Action girl! - Miona, devojka od cistog adrenalina - Dobro jutro Srbijo - (TV Happy 24.05.2018)”. You Tube. Приступљено 15. 11. 2022.